# Liste der osttimoresischen Botschafter in Vietnam

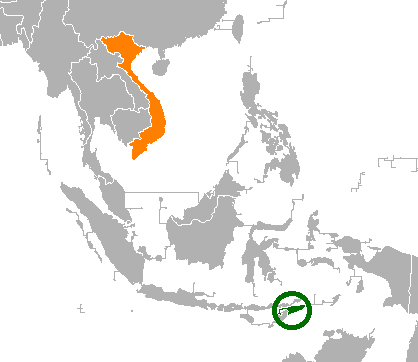
Osttimor (grün) und Vietnam (orange)

Diese Liste führt die osttimoresischen Botschafter in Vietnam auf. Die Botschaft befindet sich in der 51 Nguyen Du Street, Hai Ba Trung District, Hanoi.

## Hintergrund
Die Botschaft Osttimors in Hanoi wurde im April 2012 eröffnet.

## Liste

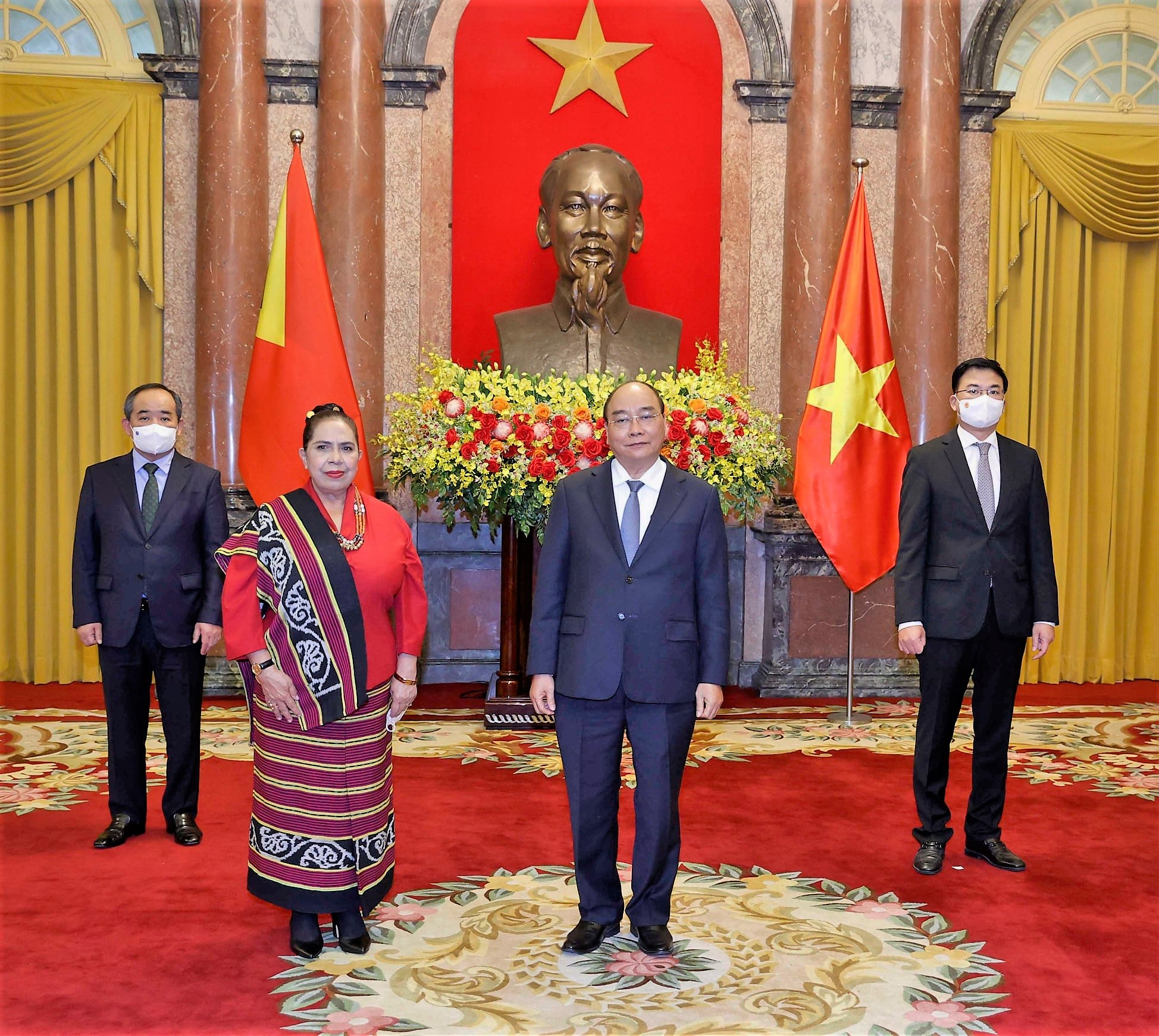
Botschafterin Alves und Vietnams Präsident Nguyễn Xuân Phúc

| Bild | Name                               | Amtszeit       | Anmerkungen                                                   |
| ---- | ---------------------------------- | -------------- | ------------------------------------------------------------- |
|      | Juvêncio Martins                   | 2009–2011      | Sitz in Kuala Lumpur (Malaysia)                               |
|      | Jorge Trindade Neves de Camões     | 2013–2016 (?)  | Ernennung: 6. Juli 2012; Akkreditierung: 8. Mai 2013          |
|      | Pascoela Barreto                   | 2016/17 – 2020 | Ernennung: 15. Dezember 2016; Akkreditierung: 15. Januar 2017 |
|      | Maria Olandina Isabel Caeiro Alves | 2021–2024      | Ernennung: 13. August 2021 Akkreditierung: 23. Dezember 2021  |
|      | João Pereira                       | seit 2024      | Vereidigung: 22. Mai 2024                                     |